# Bouykovtsi
Bouykovtsi (en macédonien Бујковци) est un village du nord de la Macédoine du Nord, situé dans la municipalité d'Ilinden. Il est entre Skopje et Koumanovo, au sud de la Skopska Crna Gora. Le village comptait 946 habitants en 2002. Il possède la raffinerie Okta, la seule raffinerie de pétrole du pays.

## Démographie
Lors du recensement de 2002, le village comptait :
- Macédoniens : 641
- Roms : 295
- Serbes : 5
- Autres : 5